# Jan Tebbe
Jan Tebbe (* 1927; † 30. Juli 1985) war ein deutscher Transport- und Verkehrsfachmann in Bremen sowie Initiator und Gründer des Allgemeinen Deutschen Fahrrad-Clubs.
Er holte das Abitur nach, absolvierte eine Banklehre und anschließend ein Auslandspraktikum. Von 1955 bis 1960 ging er kaufmännischen Tätigkeiten nach. Danach arbeitete er in der Organisation und Planung im Bereich Spedition und Containerisierung in Südafrika, den Vereinigten Staaten und Nordwesteuropa. Ab 1971 war Tebbe als Planer und Berater im Transportwesen in Düsseldorf und Bremen tätig.
Er warb im Jahr 1978 während der Internationalen Fahrrad- und Motorrad-Ausstellung (IFMA) auf einem Symposium des BUND in der Fachhochschule Köln dafür, dem Vorrang des Autos im Verkehr eine Interessenvertretung für den Radverkehr entgegenzusetzen, um ihm „als erstem und übergeordneten Ziel Gleichberechtigung“ zu verschaffen.
Tebbe einigte sich mit 17 Mitstreitern am 18. April 1979 in seiner Bremer Wohnung auf die Satzung zu einem nicht eingetragenen Aufbau-Verein mit dem Namen Allgemeiner Deutscher Fahrrad-Club (ADFC), aus dem noch im Verlaufe des Jahres die ersten eingetragenen regionalen ADFC-Vereine hervorgingen. Diesen wurde am 25. September 1979 ein Bundesverband ADFC e. V. übergeordnet, dessen Vorsitz Jan Tebbe übernahm.
Im Jahr 1982 gab Jan Tebbe den Bundesvorsitz des ADFC an Anne Modersohn ab, blieb jedoch Mitglied des Bundesvorstandes bis zu seinem unerwarteten Tod im Sommer 1985.